# Понсо 6R
Понсо́ 6R (англ.  Ponceau 6R) — барвник, азосполука, зареєстрований як харчовий додаток E126. Розчинний у воді.
В Україні барвника немає в переліку дозволених харчових добавок